# بیشک‌تپه (مراوه‌تپه)
بیشک‌تپه (کلاله)، روستایی از توابع بخش مراوه تپه شهرستان کلاله در استان گلستان ایران است.

## جمعیت
این روستا در دهستان گلی داغ قرار دارد و براساس سرشماری مرکز آمار ایران در سال ۱۳۸۵، جمعیت آن ۲۵۰ نفر (۳۸خانوار) بوده‌است.